# Giulio Regeni
Giulio Regeni (Triëst, 15 januari 1988 – Caïro, 2016) was een Italiaanse student aan de Britse Universiteit van Cambridge, die in Egypte na zijn ontvoering op 25 januari 2016 vermoord werd. Hij was een PhD-student aan het Girton College en deed onderzoek naar de onafhankelijke vakbonden in Egypte. Hij groeide op in Fiumicello, een dorp dicht bij Udine in het noordoosten van Italië.
Regenis half ontklede lijk werd op 3 februari 2016 gevonden aan de rand van de snelweg Caïro-Alexandrië. Zijn lichaam en gezicht vertoonden verwondingen, bloeduitstortingen en zwellingen veroorzaakt door trappen, slagen en klappen met vuisten en een stok. Hij had meer dan twee dozijn gebroken botten, waaronder in alle vingers en tenen, zeven gebroken ribben, gebroken benen, armen en schouderbladen. Verder waren er talloze schaaf- en snijwonden, vermoedelijk van een scheermes, over het hele lichaam en steekwonden tot aan de voetzolen. Ook had hij brandwonden van sigaretten, een grotere brandplek van een hard en heet voorwerp tussen de schouders, een hersenbloeding en een gebroken halswervel die uiteindelijk tot zijn dood leidde.
Vermoed wordt dat de geheime dienst van de regering van president Abdul Fattah al-Sisi bij zijn ontvoering en dood betrokken was, wat door de Egyptische media en de regering wordt ontkend. Egyptische media en de regering beweren dat geheime agenten van de Moslimbroederschap de moord op Regeni hebben gepleegd om op die manier de Egyptische regering in verlegenheid te brengen en de betrekkingen tussen Italië en Egypte te verstoren.
De moord door foltering had een internationale impact. Meer dan 4600 onderzoekers en wetenschappers tekenden een petitie waarin de Egyptische regering werd opgeroepen tot onafhankelijk onderzoek naar deze moord en andere verdwijningen die in Egypte elke maand plaatsvinden. Italiaanse en Egyptische deskundigen hebben separate autopsies uitgevoerd. Op 1 maart 2016 meldde een Egyptisch forensisch expert dat Regeni zeven dagen lang werd ondervraagd en gefolterd in tijdsbestekken van tien tot veertien uur alvorens hij werd vermoord.